# الوطنية للرعاية الطبية
الشركة الوطنية للرعاية الطبية هي شركة سعودية مساهمة أسست عام 2003م كشركة مساهمة مغلقة بعد شركة بين القطاع العام ممثلة بالمؤسسة العامة للتأمينات الاجتماعية ومجموعة من المساهمين من القطاع الخاص. تمتلك الشركة الوطنية للرعاية الطبية (رعاية) اثنين من أهم مستشفيات القطاع الخاص في مدينة الرياض وهما مستشفى (رعاية الرياض) والذي تأسس عام 1990م بقدرة استيعابية مقدارها 320 سرير والمستشفى (الوطني) والذي تأسس عام 1966م كإحدى أولى المستشفيات الخاصة في مدينة الرياض, بقدرة استيعابية مقدارها 100 سرير كما يتم توسعة المستشفى الوطني حالياً لتصل قدرته الاستيعابية إلى 300.

## المستشفيات والجهات التابعة
- المستشفيات:

1. مستشفى رعاية الطبية - الروابي، الرياض.[2]
2. مستشفى رعاية الطبية - الملز، الرياض.[3][4]
3. مستشفى صحة السلام الطبي.[5]

- المراكز:

1. مركز رعاية الطبية - الحرم.[6]

- أخرى:

1. رعاية لتوزيع الأدوية والمستحضرات الطبية.

## أنظر أيضاً
- السعودي الألماني الصحية
- المواساة للخدمات الطبية
- مجموعة أندلسية
- مجموعة الحبيب الطبية
- مجموعة مستشفيات المانع
- مجموعة العبير الطبية
- مجموعة فقيه للرعاية الصحية
- مستشفيات الحياة الوطني
- مستشفيات دله
- مستشفيات الحمادي
- الوطنية للرعاية الطبية
- مجموعة علاج الطبية
- مجموعة ألاميدا
- مجموعة مستشفيات كليوباترا
- مجموعة مستشفيات مبرة العصافرة
- مينا هيلث بارتنرز
- قائمة المستشفيات في السعودية